# Euphrasia andicola
Euphrasia andicola är en snyltrotsväxtart som beskrevs av George Bentham. Euphrasia andicola ingår i släktet ögontröster, och familjen snyltrotsväxter. Inga underarter finns listade i Catalogue of Life.